# Au revoir les enfants
Au Revoir, Les Enfants (en España, Adiós, Muchachos; en Hispanoamérica, Adiós A Los Niños) es una película autobiografíca teuto-italo-francesa de 1987 escrita, producida y dirigida por Louis Malle. Basada en las experiencias de vida del cineasta, que fue alumno de un internado católico situado en las cercanías de Fontainebleau, el filme refleja la vida de un internado carmelita en Francia durante la Segunda Guerra Mundial, donde un grupo de preadolescentes empieza a conocer la realidad en todos sus aspectos, en los positivos destacando el valor de la amistad o la fidelidad a los suyos, y en los negativos, conociendo la traición. 
La película fue ampliamente aclamada por la crítica especializada y ganó varios galardones, entre ellos el León de Oro en la edición de 1987 del Festival Internacional de Cine de Venecia.

## Trama
Durante el invierno de 1943 a 1944, Julien Quentin, un estudiante de un internado carmelita en la Francia ocupada, regresa a la escuela después de sus vacaciones. Aunque se muestra duro con el resto de sus compañeros de la escuela, en realidad es un niño mimado que extraña profundamente a su madre. Entristecido por volver al tedio del internado, las clases de Julien parecen transcurrir sin incidentes hasta que el padre Jean, el director, presenta a tres nuevos alumnos. Uno de ellos, Jean Bonnet, tiene la misma edad que Julien. Al igual que los otros estudiantes, Julien al principio desprecia a Bonnet, un chico socialmente torpe con talento para la aritmética y para tocar el piano.
Una noche, Julien se despierta y descubre que Bonnet lleva una kipá y está rezando en hebreo. Después de buscar en el casillero de él, Julien descubre la verdad: su apellido no es Bonnet, sino Kippelstein. El padre Jean, un sacerdote compasivo y sacrificado de la vieja escuela, había aceptado conceder un asilo secreto a los judíos perseguidos. Poco después de un juego de búsqueda del tesoro, Julien y Jean se unen y se desarrolla una estrecha amistad entre ellos.
Cuando la madre de Julien lo visita el Día de los Padres, Julien le pregunta a su madre si Bonnet, cuyos padres no pudieron venir, podría acompañarlos a almorzar en un restaurante. Mientras se sientan alrededor de la mesa, la conversación se centra en el padre de Julien, propietario de una fábrica. Cuando el hermano de Julien le pregunta si todavía está por el mariscal Pétain, su madre responde: "Ya no hay nadie". Mientras tanto, la milicia llega e intenta expulsar a un comensal judío. Cuando el hermano de Julien los llama "colaboracionistas", el comandante de la milicia se enfurece y le dice a la señora Quentin: "Servimos a Francia, señora. Él nos insultó". Sin embargo, cuando un oficial de la Wehrmacht les ordena con frialdad que se vayan, los oficiales de la milicia obedecen de mala gana. La madre de Julien comenta que el comensal judío parece ser un caballero muy distinguido. Insiste en que no tiene nada en contra de los judíos, pero no objetaría si el político socialista Léon Blum fuera ahorcado.
Poco tiempo después, Joseph, el asistente de cocina de la escuela, es acusado de vender los suministros de comida de la escuela en el mercado negro. Implica a varios estudiantes como cómplices, incluidos Julien y su hermano, François. Aunque el padre Jean está visiblemente molesto por la injusticia, despide a Joseph, pero no expulsa a los estudiantes por temor a ofender a sus padres ricos e influyentes.
En una fría mañana de enero de 1944, la Gestapo allana la escuela. Mientras registran su salón de clases, Julien, sin querer, delata a Bonnet mirando en su dirección. Mientras los otros dos niños judíos son perseguidos, Julien se encuentra con la persona que los denunció, Joseph, el ayudante de cocina. Tratando de justificar su traición frente a la muda incredulidad de Julien, Joseph le dice: "No actúes tan piadoso. Hay una guerra, chico". Disgustado, Julien sale corriendo. Jean y Julien intercambian libros, un pasatiempo compartido de ellos, mientras empacan sus pertenencias debido al cierre de la escuela.
Mientras los estudiantes se alinean en el patio de la escuela, un oficial de la Gestapo denuncia la naturaleza ilegal de las acciones del padre Jean. Además, acusa a todos los franceses de ser débiles e indisciplinados. Mientras tanto, el padre Jean y los tres estudiantes judíos son llevados por los oficiales. El padre Jean se despide de los niños. Cuando abandonan los terrenos, Jean mira brevemente hacia Julien y él saluda a cambio.
La película termina con un Julien mayor proporcionando un epílogo de voz en off:

Bonnet, Negus y Dupre murieron en Auschwitz; el padre Jean en Mauthausen. La escuela volvió a abrir sus puertas en octubre. Han pasado más de 40 años, pero recordaré cada segundo de esa mañana de enero hasta el día de mi muerte.

## Reparto
| Actor                      | Personaje                                 |
| -------------------------- | ----------------------------------------- |
| Gaspard Manesse            | Julien Quentin                            |
| Raphaël Fejtö              | Jean Kippelstein, "Jean Bonnet"           |
| Francine Racette           | Madam Quentin, madre de Julien            |
| Stanislas Carré de Malberg | François Quentin, hermano mayor de Julien |
| Philippe Morier-Genoud     | Padre Jean                                |
| François Berléand          | Padre Michel                              |
| Irène Jacob                | Mademoiselle Davenne                      |
| François Négret            | Joseph, asistente de cocina               |
| Peter Fitz                 | Dr. Müller                                |
| Pascal Rivet               | Boulanger                                 |
| Benoît Henriet             | Ciron                                     |
| Richard Leboeuf            | Sagard                                    |
| Xavier Legrand             | Babinot                                   |
| Arnaud Henriet             | Negus                                     |
| Damien Salot               | Dupre                                     |

## Producción

### Historia real
Au revoir les enfants es una versión ficticia de los acontecimientos que experimentó Louis Malle. En la vida real, el joven Jean Bonnet se llamaba Hans-Helmut Michel (6 de junio de 1930 - 6 de febrero de 1944) y permaneció cerca de un año en el colegio de Avon, cerca de Fontainebleau. De hecho, llegó a este internado unos meses antes que Louis Malle y su hermano Bernard.
Después de que la Gestapo lo arrestara (junto con los otros niños y al sacerdote director) el 15 de enero de 1944, fue enviado a Drancy, luego deportado a Auschwitz.
El padre Jean está inspirado en Jacques de Jésus O.C.D., (29 de enero de 1900 - 2 de junio de 1945), director del colegio de Avon, quien luego de haber escondido a los tres niños judíos en el establecimiento, fue deportado al campo de concentración de Mauthausen. Murió una semana después de la liberación del campo por los aliados. Es honrado en Yad Vashem como «Justo entre las Naciones». Su causa de beatificación se presentó en Roma en 1997.
La película también está inspirada en la infancia de Gilles Jacob, exdirector del Festival de cine de Cannes, escondido en un seminario durante la guerra.
Aunque el filme es, en gran parte, autobiográfico, Louis Malle afirmó que esta historia ocupó su mente durante mucho tiempo, según sus propias palabras:

Durante mucho tiempo, me negué pura y simplemente a abordarlo, porque este hecho me había traumatizado y tuvo un impacto y gran influencia en mi vida.

Sin embargo, el director nunca pretendió contar la verdad como un documental, ya que se trata de una ficción compuesta por los recuerdos que tiene de esta historia vivida, a la que añadió elementos y anécdotas recuperadas en otros lugares, y elementos puramente ficticios. En términos generales, la profunda amistad entre Julien y Jean es puramente ficticia: el joven Malle nunca desarrolló una amistad con el Bonnet real, declarando en varias oportunidades que este arrepentimiento fue una de las motivaciones de la película. El personaje de Julien corrige lo que Louis Malle no tuvo por tiempo, oportunidad o el ánimo de hacer en ese momento. Su forma de buscar pistas sobre la identidad de Jean (como un Sherlock Holmes, citado en la película) puede verse como la investigación del director de su pasado después del hecho.

### Proyecto
El proyecto original se llamó Mi pequeña magdalena (en referencia al fenómeno memorístico de la «magdalena de Proust»), luego se titularía El nuevo, antes del título final de Adiós a los niños.
La película fue filmada en la ciudad de Provins.

### Influencias
El director ya había discutido el tema del colaboracionismo en Lacombe, Lucien, donde el personaje principal lo era. Se puede establecer un vínculo entre el personaje de Lucien y el del colaborador Joseph en Au revoir les enfants: en el momento de la redacción del guion de Lacombe, Lucien, Malle había imaginado el personaje de Lucien de manera idéntica al futuro Joseph, pero luego abandonó esta idea. Malle describe el personaje de Joseph como “el primo pequeño de Lucien”.
También podemos establecer un paralelismo entre Au revoir les Enfants y Le Souffle au cœur, otra película de Malle, sobre el tema de la relación fusional entre madre e hijo, el padre ausente y la clase media. En las dos películas también hay una escena casi idéntica, cuando un sacerdote toca la pierna del niño durante la confesión (en la segunda película esta escena más bien evoca un toque mientras que en la primera es un gesto total).
Durante una escena de la película, se muestra a los estudiantes el filme The Immigrant, un cortometraje de Charlie Chaplin estrenado en 1917.

## Recepción
La película fue muy bien recibida por los críticos y tiene una calificación de 97% en el sitio de reseñas Rotten Tomatoes basada en 29 reseñas, con el consenso: "La historia autobiográfica de Louis Malle sobre una infancia en un internado de la Segunda Guerra Mundial es un hermoso retrato realizado de amistad y juventud".
La película también fue un éxito de taquilla con 3,5 millones de entradas en Francia y recaudó USD$4.542.825 en América del Norte.
El guion fue publicado por Éditions Gallimard el mismo año.
En 1990, al día siguiente que ocurriese la profanación del cementerio judío de Carpentras, Lionel Jospin, entonces ministro de Educación Nacional, invitó a profesores de secundaria a mostrar la película a sus alumnos.

### Premios y nominaciones

#### Premios de la Academia
- Premio Óscar a la mejor película de habla no inglesa - Nominación
- Premio Óscar al mejor guion escrito directamente para la pantalla - Nominación

#### Premios Globo de Oro
- Globo de Oro a la mejor película en lengua no inglesa - Nominación

#### Premios BAFTA
- BAFTA a la mejor película (Louis Malle) - Nominación
- BAFTA a la mejor película extranjera (Louis Malle) - Nominación
- BAFTA al mejor director (Louis Malle) - Ganador
- BAFTA al mejor guion original (Louis Malle) - Nominación

#### Premios César
- César a la mejor película (Louis Malle) - Ganador
- César al mejor director (Louis Malle) - Ganador
- César al mejor actor revelación (François Négret) - Nominación
- César al mejor guion original o adaptación (Louis Malle) - Ganador
- César a la mejor fotografía (Renato Berta) - Ganador
- César al mejor decorado (Willy Holt) - Ganador
- César al mejor vestuario (Corinne Jorry) - Nominación
- César al mejor montaje (Emmanuelle Castro) - Ganador
- César al mejor sonido (Jean-Claude Laureux, Bernard Le Roux y Claude Villand) - Ganador

#### Otros premios
- Premio David de Donatello a la mejor película extranjera
- León de Oro en el Festival de Cine de Venecia.
- Premio Louis Delluc
- Premio del Círculo de Críticos de Cine de Londres a la mejor película en lengua extranjera

Esta película es parte de la lista de las 50 películas que deberías ver a los 14 años, establecida en 2005 por el British Film Institute.